# Bürgerliches Gesetzbuch
BGB länkar hit. För byggmästarföreningen, se BGB i Stockholm AB

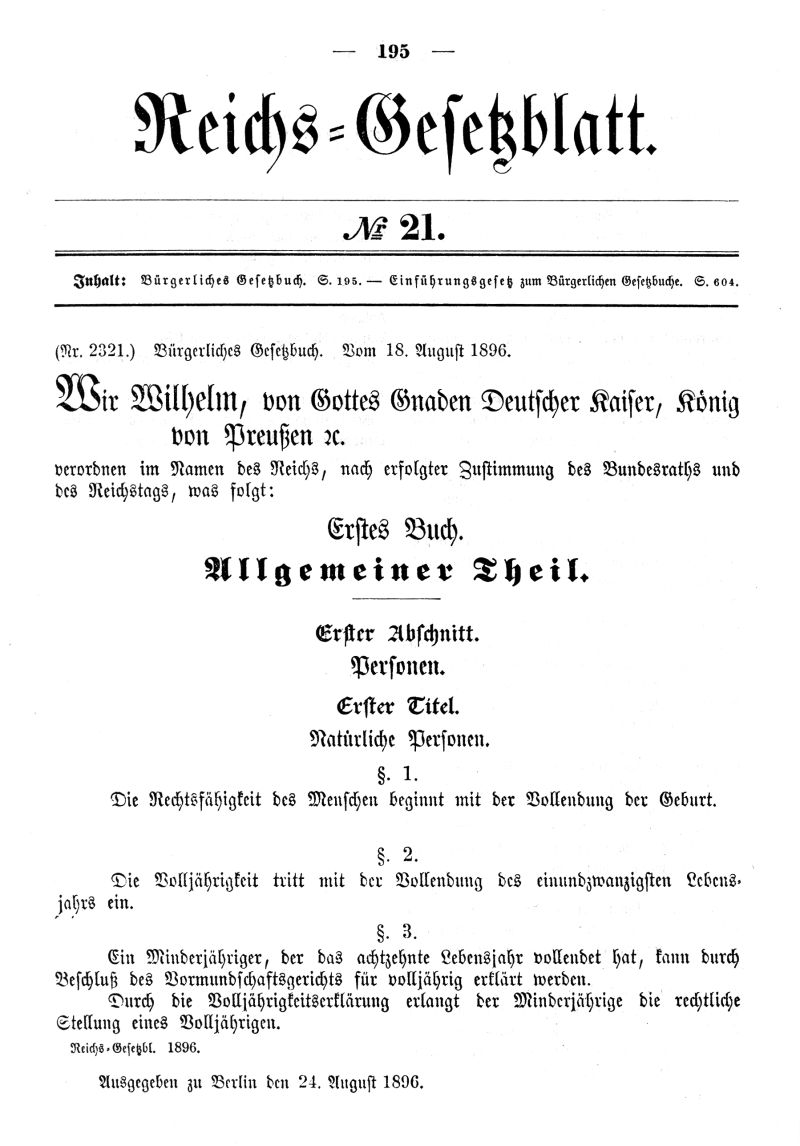

Bürgerliches Gesetzbuch (förkortning BGB) är en tysk lag som omfattar de centrala delarna av landets civilrättsliga lagstiftning. Lagen är en "kodifiering", vilket innebär att dess syfte är att samla all privaträttslig lagstiftning.
Lagen publicerades 1896 och den ursprungliga versionen trädde i kraft den 1 januari 1900. Lagen gäller fortfarande och har trots en del förändringar samma struktur än idag. Den senaste stora förändringen gällde avtalsrätten i andra boken, vilken omarbetades helt under 2002 (Schuldrechtsmodernisierungsgesetz).

## Historia
Den tyska privaträtten bygger dels på den romerska rättstraditionen och dels på den gamla tyska rättstraditionen (som i hög grad nyttjade gamla romerska rättsdoktriner i konflikter över statsgränser). På grund av Tysklands politiska söndring fanns ingen harmoniserad lagstiftning när det tyska riket tillkom 1871. Vissa delar av de områden som ingick i 1871 års rike hade tidigare ockuperats av Napoleon I som införde den franska civillagen, medan andra områden hade infört Preussens Allgemeines preußisches Landrecht.
Under hela 1800-talet var frågan om införandet av en gemensam tysk privaträtt, en så kallad. kodifieringsrörelse, mycket kontroversiell. 
1896 års BGB var en produkt av 1800-talets rättsvetenskap, som tillämpade en teknik som kallades för "Corpus juris civilis|pandektistik", det vill säga en systematisk strukturering av den romerska rätten. Samtidigt vilade BGB på rådande liberala ideal som satte den privata friheten som den främsta grunden för privaträtten.
Allt detta ledde till att det första lagförslaget, motive, kritiserades för att vara alltför påverkat av den romerska rätten. Den romerska rätten kritiserades dessutom för att vara mycket osocial. Även om vissa saker har ändrats är lagen i dess allmänna konstruktion fortfarande mycket liberal.
I motsats till Preussens Landrecht är BGB mycket abstrakt och syftar till att vara ett flexibelt verktyg som ska kunna lösa alla tänkbara civilrättsliga situationer och problem.

## Innehåll
Lagen är indelad i fem böcker och hade från början totalt 2 385 paragrafer (numera har ett antal lit.-paragrafer tillkommit, till exempel §§ 312a, 312b, 312c). Lagstiftaren har tillämpat en teknik som innebär att den första boken, som innehåller en allmän del, är tillämplig även inom alla andra böckerna och även civilrättsliga områden som ligger utanför BGB.
Bok 2, obligationsrätten (Schuldrecht), är uppdelad i en allmän del och en särskild del. Den allmänna delen behandlar gäldenärens rättigheter och allmänna regler tillämpliga inom alla avtal, inklusive ansvar för kontraktsbrott. Den särskilda delen behandlar i synnerhet de olika avtalstyperna: till exempel köperätten (§§ 433 ff.), arrende och andra anställningsformer. I övrigt innehåller den också regler om utomobligatoriska ansvarsförhållanden, varav § 823I gäller skadeståndskrav vid skador, till exempel trafikolyckor. Sedan 2002 innehåller BGB i §§ 305 ff. också regler för översyn av allmänna avtalsvillkor. Dessutom har många EU-direktiv integrerats i BGB.
BGB:s andra bok har förändrats påtagligt under de senaste åren. Även om grundstrukturen finns kvar har obligationsrätten förändrats i stor utsträckning. Den nya obligationsrätten kom till 1 januari 2002 och gäller numera i vissa fall också för gamla avtal.
Bok 3 (Sachenrecht) har haft många förändringar sedan BGB:s introduktion. Boken behandlar bland annat ägande och markregistrering. Det viktigaste och samtidigt mest komplicerade inslaget i BGB är Abstraktionsprinzip som skiljer mellan egendom och köpekontrakt. 
Bok 4 (Familienrecht) behandlar familjerätt. Den tyska lagen skiljer mellan civil och kyrklig vigsel, och att ingå ett giltigt äktenskap. Det innebär att många par gifter sig två gånger, först en borgerlig och sedan en kyrklig vigsel
Bok 5 (Erbrecht) behandla arvsrätt. Arvsrätten i Tyskland motsvarar inte den nordiska principen om "ofördelat innehav av vistelse", även om detta kan antas genom att skriva ett testamente, Berliner testament. Arvsrätt ger många friheter. Således är det möjligt att utesluta barn från arvsrätten, bortsett från en "pliktdel" vilket är hälften av värdet de skulle fått vid ett arv.
Förutom SGB finns också andra civilrättsliga lagar. 